# Luigi Bompani
Luigi Carlo Saverio Bompani (Modena, 23 maggio 1814 – Rio de Janeiro, 12 febbraio 1879) è stato un chirurgo, naturalista e collezionista italiano.
Dopo essere emigrato in Brasile nel 1840, per svolgervi l'attività di medico chirurgo, egli si appassionò anche allo studio e al collezionismo di reperti etnologici e naturalistici, inviandone un elevatissimo numero a Modena, in otto diverse spedizioni, dal 1841 al 1852. Le donazioni furono effettuate in favore del Museo di Storia Naturale, del Museo di Anatomia e dell'Orto Botanico, ed ebbero risonanza anche sui quotidiani locali.

## Biografia
Luigi Bompani nacque a Modena il 23 maggio 1814 da Giuseppe Bompani, dottore in matematica, e Teresa Pini. Si laureò presso la Regia Università di Parma in medicina il 26 luglio 1836, e in chirurgia il 29 luglio 1837.
Nel 1840 scelse di emigrare in Brasile, dove trovò occupazione "come avventuriere medico e chirurgo d’alte operazioni". 
Non si conoscono con certezza le motivazioni alla base della sua partenza; all'epoca l'emigrazione europea era ancora limitata e la scelta del Bompani potrebbe essere dovuta a motivi politici. Lo zio Francesco Bompani aveva infatti partecipato ai moti del 1831 ed era poi fuggito a Parigi, in seguito condannato all'esilio e poi alla pena carceraria. Essere imparentato con un rivoltoso nella piccola società modenese poteva rappresentare un peso non indifferente. In una lettera scritta nel 1840 Bompani, in procinto di partire, afferma di avere intenzione di tornare presto in patria. Ciò tuttavia non accadde mai, probabilmente perché fin da subito egli trovò condizioni di lavoro molto buone a Rio de Janeiro.
Nel 1843 già dirigeva in veste di medico primario e chirurgo primario il "Grande Spedale della Misericordia in Rio Janeiro", inoltre possedeva una "sua privata casa di salute, uno stabilimento ortopedico, ed una scuola di oculistica".
Fu membro corrispondente della Regia Accademia di Scienze Lettere ed Arti di Modena dal 1852 e dal 1860-61 al 1876-77 fu anche professore onorario nell’Università di Modena, in segno di riconoscimento per la sua attività.
Nel 1854 a Rio de Janeiro fondò insieme ad altri 34 italiani, a cui in seguito se ne aggiunsero altri, una Società Italiana di Beneficenza allo scopo di aiutare i membri in difficoltà. Ogni italiano residente a Rio de Janeiro poteva farne parte tramite il versamento di una quota, ma anche se non iscritto poteva comunque essere aiutato. Membri illustri di questa Società furono gli stessi Imperatore e Imperatrice del Brasile. Oltre alle quote d'iscrizione, la Società radunava fondi anche organizzando spettacoli teatrali di beneficenza.
Nel 1857 scoppiò nella regione la febbre malarica, con conseguenti casi di scorbuto, e pertanto il Governo decise di allestire un nuovo ospedale "nell’amena valle e saluberrima di Andaraí", molto distante dalla capitale, e ne affidò la direzione a titolo gratuito a Bompani. A riconoscimento della fiducia che il Governo nutriva nei confronti di Bompani e delle sue capacità mediche, gli fu data ampia facoltà di agire nella sperimentazione delle cure senza obbligo di attenersi al regolamento ordinario dei pubblici ospizi, anche per quanto riguardava gli aspetti economici.

Luigi Bompani morì il 12 febbraio 1879, all’età di 64 anni, a Rio de Janeiro. Il fatto che egli abbia nominato come eredi i suoi due cugini, Ernesto e Geminiano Bompani di Modena, rende lecito ipotizzare che egli non abbia avuto figli riconosciuti in Brasile.

## Collezionismo e donazioni
Luigi Bompani, appassionato naturalista oltre che medico, mantenne i legami con la propria città natale inviando numerosi doni a Modena per i musei universitari, per il Duca e per i propri amici e familiari. Complessivamente furono otto le spedizioni di reperti in un arco di tempo di dodici anni, dal 1841 al 1852. In quei decenni le collezioni di fauna e flora sudamericana del Museo di Zoologia e dell'Orto Botanico di Modena si ampliarono a tal punto grazie all'imponente contributo di Bompani, che anche alcuni articoli di giornale menzionarono lo studioso.
Dagli elenchi e dai documenti d'archivio noti si deduce che in totale entrarono a far parte delle collezioni cittadine circa 700 pelli di uccelli, più di 30 mammiferi, oltre 20 rettili, 2 pesci, diverse conchiglie e numerosi insetti (soprattutto coleotteri e lepidotteri). A tali numeri sarebbero inoltre da aggiungere diversi altri reperti donati dal Bompani e che ora non sono più rintracciabili poiché eliminati nel tempo dalle collezioni a causa del loro deterioramento, o perché oggetto di scambi con altri musei. Per quanto riguarda i reperti zoologici è inoltre pressoché impossibile sapere quali fossero le specie spedite, sia perché spesso questo dato è mancante nelle liste, sia perché parte dei nomi scientifici delle specie indicati nella quarta, quinta e ottava spedizione sono stati modificati nel tempo a causa di successivi studi tassonomici, rendendo spesso molto difficile risalire ai nomi attuali. Per individuare i reperti donati da Bompani all'interno delle attuali collezioni bisogna pertanto affidarsi ai cartellini con il nome del donatore (non sempre presenti) ed alla consultazione degli inventari dell'epoca (non sempre completi).
Un numero così elevato di reperti zoologici, botanici ed etnologici non può essere stato raccolto dal solo Bompani, che sicuramente era anche molto impegnato in ospedale e nelle sue cliniche. Probabilmente egli si rivolse a cacciatori, tassidermisti, colleghi botanici e amici membri della Società di Beneficenza.

### Prima spedizione
Datata all'ottobre del 1841, la prima spedizione conteneva un centinaio di semi di piante diverse per l'Orto Botanico di Modena. A causa dell’eccessiva
umidità subita durante il lungo trasporto, purtroppo solo pochi di quei semi riuscirono a germogliare.

### Seconda spedizione
Nel gennaio 1842, Bompani spedì poi 200 pacchetti di semi e 120 pelli di uccelli e 450 esemplari di insetti, per la maggior parte coleotteri. Questa volta quasi tutti i semi donati germogliarono; inoltre le pelli di uccelli erano allora per la maggior parte mancanti in museo.

### Terza spedizione
Nell'ottobre 1842, Bompani inviò nuovamente diversi reperti: 140 pacchetti di semi di piante brasiliane meno comuni, alcuni semi provenienti dalle Indie Orientali ricevuti da un amico e alcuni frutti di palme. In seguito a questa terza spedizione il Bompani ricevette dal Ministero di Pubblica Economia ed Istruzione italiano una lettera di stima e ringraziamento, inoltre il Ministero decise di sostenere le spese di spedizione dei doni.

### Quarta spedizione
La quarta spedizione fu effettuata a beneficio dell’Istituto di Anatomia dell’Università di Modena, del Gabinetto di Storia Naturale e dell'Orto Botanico. Al primo inviò tre crani di indigeni africani dell’Angola, del Benguela e del Congo, e altri sei pezzi provenienti invece da operazioni chirurgiche. Al secondo inviò alcuni mammiferi, 50 pelli di uccelli, 11 rettili, una cassetta con centinaia di insetti (tra cui 5 farfalle di notevoli dimensioni) e 120 conchiglie terrestri. All'Orto Botanico infine inviò 50 pacchetti di semi.

### Quinta spedizione
All'inizio del dicembre 1844, Bompani inviò 7 mammiferi, 2 uccelli, 1 rettile, un pacchetto di semi, numerose piante di orchidee, 23 “droghe medicinali” (ossia cortecce, frutti e radici) e la testa imbalsamata di un capo tribù degli indigeni Munduruku precedentemente conservata al Museo di Rio de Janeiro. La navigazione da Rio de Janeiro a Genova fu però questa volta soggetta a imprevisti, e così la spedizione giunse a Modena solo il 27 maggio 1845, con tre mesi di ritardo. Per questo le bellissime orchidee non sopravvissero alle rigide temperature invernali e alla lunghezza del viaggio. 
È interessante quanto scritto dal Bompani in merito alle droghe nell'elenco che accompagnava il carico della spedizione. Egli descrive gli utilizzi di quelle droghe, che erano tra le più comunemente usate in Brasile, illustrando anche quali effetti avessero su indigeni e italiani, anche se lui stesso ammette che ancora non erano stati condotti a tal proposito veri e propri studi clinici. Egli fornisce anche alcune notizie sugli indigeni, da secoli quasi sterminati e relegati negli angoli più inaccessibili del Paese; tuttavia il Bompani non era antropologo e le notizie riferite sembrano molto influenzate dai pregiudizi dell'epoca.

### Sesta spedizione
Sempre nel 1845 giunse la sesta spedizione, composta da 206 pelli di uccelli americani, appartenenti ad un maschio e una femmina per ciascuna specie.

### Settima spedizione

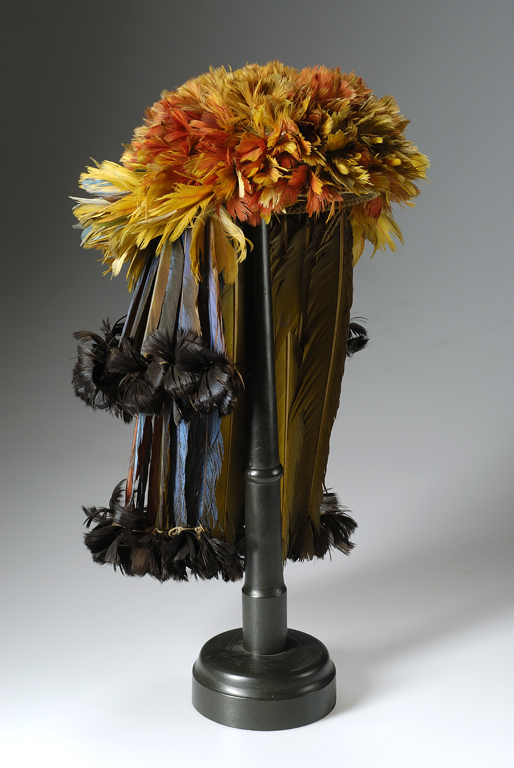
Copricapo Munduruku, donato da Luigi Bompani e oggi esposto presso il Museo civico di Modena

Nel 1847 al gabinetto di Zoologia furono inviati 22 esemplari di uccelli e mammiferi, di cui molti di grande rarità, 2 cassette contenenti insetti e farfalle, abiti appartenenti al campo tribù indio di cui il Bompani aveva precedentemente inviato la testa imbalsamata, una gabbia di legno con all'interno un esemplare vivo di urubù (specie di uccello saprofago appartenente al gruppo degli avvoltoi sudamericani), e numerosi reperti etnologici, per i quali era indicato dal Bompani un destinatario specifico: per Sua Altezza Reale il Duca fiori confezionati con penne di colibrì ed esoscheletri di insetti, e un grosso sigaro preparato dagli indigeni con tabacco del Pará di ottima qualità e guarnito di piume colorate; per l'amico prof. de’ Brignoli un bastone di jacaranda, un ombrello cinese, una stuoia e un’amaca per il giardino; per l'amico dr. Caccia un bastone guarnito in avorio; per lo zio Gian Battista Bompani un bastone e per lo zio Filippo Bompani un necessaire; al sig. Golini un astuccio
contenente due rasoi inglesi; al padre una scatola d’argento, un bottone con brillante, del caffè, due "scettri" indigeni, un ombrello cinese e una mazza proveniente dalla Nuova Zelanda.

### Ottava spedizione
Infine la spedizione del 1852 si dimostrò essere molto più ricca di tutte le precedenti, tanto che un primo elenco descrittivo dei pezzi inviati fu pubblicato anche su “L’Indicatore Modenese”, celebrando in tal modo la figura di Bompani.
All'interno di questa donazione si ricordano pelli di giaguaro e di pinguino, stoffe, abiti, teli, utensili americani e cinesi, fiori artificiali creati con penne, piccole conchiglie ed elitre d’insetti, una serie di litografie con vedute del Brasile, e ananas canditi provenienti dalle isole Sandwich. Questi oggetti furono destinati in parte al duca Francesco V, in parte alla famiglia e agli amici.
Al Museo di Anatomia furono donati 26 reperti, 10 conservati in alcool, 16 a secco, e probabilmente provenienti almeno in parte dagli interventi chirurgici di Bompani.
Al Museo di Storia Naturale furono donate 17 pelli di mammiferi esotici, 285 pelli di uccelli americani (fra cui 65 colibrì), 12 rettili, 2 pesci, 4 cassette di insetti brasiliani, diverse conchiglie e 6 crani di mammiferi americani.

### Reperti etnologici
Nel 1879 i reperti donati al Museo di Anatomia, quali la testa di indigeno ed i pezzi etnologici furono ceduti al Museo Civico, nel quale si stava all'epoca organizzando una sezione dedicata all'etno-antropologia. Questi oggetti, pur essendo di innegabile valore, non furono però corredati da informazioni circa il loro utilizzo e le abitudini degli indigeni: anche da questo fatto si deduce la mancanza di interesse etnologico del Bompani, che probabilmente considerava i reperti solo come oggetti folkloristici.
Tra i reperti etnologici meritano una menzione le diverse e ricche parti del vestiario del capo indigeno: ornamenti per il capo, un pettine, una collana di semi, alcuni collaretti, fasce ornamentali di piume e cuffie cerimoniali di penne.

## Curiosità
- Con l'ottava spedizione Luigi Bompani inviò a Modena anche il proprio ritratto dipinto ad olio nel 1849 dal pittore francese F.R. Moreau, subito esposto nel Museo di Zoologia. Tuttora si trova esposto nella medesima sala, ora sala Spallanzani, del museo.[3]

- Quando giunse a Rio de Janeiro la notizia della morte del Conte di Cavour nel 1861, Luigi Bompani fu incaricato, in quanto Socio fondatore e presidente della Società italiana di Beneficenza, di pronunciare un discorso in suo ricordo. Per una serie di malintesi tuttavia il discorso non ebbe mai luogo, tuttavia fu pubblicato (Bompani, 1861b).[11][12]